# Giancarlo Bruno
Giancarlo Bruno (Atena Lucana, 23 marzo 1957) è un ingegnere, opinionista e commentatore sportivo italiano.

## Biografia
Originario di Satriano di Lucania, in provincia di Potenza, ha vissuto per diverso tempo a Salerno e si è laureato in Ingegneria meccanica a Napoli, ottenendo l'abilitazione nel 1982. Dopo aver lavorato all'Alfa Romeo, nei primi anni novanta è stato un tecnico della Scuderia Italia in Formula 1 ed è passato successivamente alle competizioni della categoria turismo. Ingegnere di pista di Gabriele Tarquini, dal 2008 al 2017 ha lavorato per Rai Sport, insieme a Gianfranco Mazzoni e Ivan Capelli come commentatore tecnico di Formula 1, passando a TV8 dal 2018.
L'interesse per le auto nasce da bambino, quando, all'età di 3 anni, già sedeva al volante della Fiat 1100 D dello zio, simulando immaginari viaggi e sorpassi, naturalmente accompagnati dall'imitazione del rombo del motore. Ben presto l'interesse si trasforma in passione per le auto da competizione, alimentata e sviluppata sui tornati della Amalfi-Agerola, la gara in salita vicino a Salerno, proseguita, poi, con abituali frequentazioni della pista di Vallelunga, fino all'esordio da spettatore nel Gran Premio d'Italia di Formula Uno a Monza nel 1974.
La collega giornalista Stella Bruno, lo definisce "L'ingegnere spiegatore":
(Stella Bruno)

## Carriera
Dopo il conseguimento della laurea, viene assunto, nel 1984, in Alfa Romeo ad Arese, nel dipartimento Gruppi Meccanici, attività sviluppatasi negli anni a seguire in quella di Responsabile Sviluppo e test su strada e pista dei nuovi modelli stradali della Casa del Biscione. Nel 1988 inizia la sua attività di ingegnere di pista part time in Formula Alfa Boxer, poi, Formula 3 e poi Formula Opel Lotus.
Nel 1990 dopo l'esordio in Formula 1 con la Scuderia Italia, inizia la lunga serie di campionati, DTM, ITC, GT, STWC, BTCC, ETCC, WTCC, che lo vede impegnato su tutte le piste del mondo e nelle gare più affascinanti e famose come le 24 ore di Le Mans e di Spa, la 12 ore di Sebring.
Ed ha inizio anche la lunga e prestigiosa lista di Costruttori con cui ha collaborato: Cosworth, Judd, Alfa Romeo, Nissan, Honda, Ferrari e Seat. Con quest’ultimo Costruttore, complice l’inossidabile amicizia e collaborazione con Gabriele Tarquini, sodalizio tecnico durato ben 11 anni, vince il titolo mondiale 2009 del WTCC (World Touring Car Championship), classificandosi due volte secondo nel 2008 e 2010.
Dal 2008 al 2017 è stato commentatore tecnico nei gran premi di Formula 1 per la Rai, passando poi nella stagione 2018 alla rete televisiva di Sky in chiaro sul digitale terrestre TV8.